# Castillo de Orzorrotz
El castillo de Orzorroz u Otzorrotz (Otçorrotç según documentación medieval), se encontraba situado en lo alto de la peña del mismo nombre, a 900 m de altura, sobre las localidades de Ituren y Zubieta de Navarra (España).
Únicamente subsisten restos de su cimentación. La planta del castillo era semicircular, con unas medidas de 20 metros de longitud por 15 de anchura. Su fecha de construcción pudiera datar de 1200, aunque sólo se tienen referencias del mismo a partir de 1214. Lo dotación habitual era de unos 10 o 15 hombres según consta en los archivos. En algunos casos llegó a haber hasta 40 hombres. Los alcaides se citan desde 1259 con Martín de Oriz en primer lugar, al que le sigue Pedro Garceiz de Vergara en 1266. La lista se completa con apellidos como Ohárriz, Ichusco de Garro, Vergara, Ezpeleta, Mirafuentes, Urniza, Zulueta, Nas, Urtubia, Echalar, Barásoain, Mendía, Beraiz, etc. siguiendo el listado hasta su conquista en 1512. En 1461 caballeros e hidalgos y gentes de armas de Baztán, y de la zona del Bidasoa, acudieron al sitio de los castillos de Orzorroz y Maya, en poder de los beaumonteses, para reducirlos a la obediencia de Juan II.  Tras la conquista del reino de Navarra en 1512, el castillo fue ocupado por tropas castellanas, recuperado por los legitimistas en 1521 y nuevamente perdido para el rey navarro ese mismo año. En 1522 constaba como alcaide castellano Pedro Montoro pero en apenas unos meses fue mandado incendiar y destruir. Las excavaciones arqueológicas realizadas por el equipo arqueológico Gestión Cultural Larrate de Pamplona dieron con un gran estrato de incendio que abarca todo el castillo. Esto demuestra la destrucción de la fortaleza y la gran columna de humo que debió generar y ser visible a varios kilómetros a la redonda. En cuanto a la construcción medieval, sabemos que el castillo contaba con garitas de madera en sus extremos, torres, palacio, casa de guardias, aljibe y torreón del homenaje. Según anota Iñaki Sagredo, una de sus particularidades más interesantes es que está construido a "piedra seca", es decir sin argamasa, usando una técnica muy frecuente en la zona desde antaño. La piedra del lugar, arenisca de lajas, facilita esta construcción. Desde la fortaleza se divisan las alturas del puerto de Velate y altos de Baztan. Todos los datos se muestran de un resumen de los datos expuestos en la memoria arqueológica. 